# 南北共同声明
南北共同声明或七四南北共同声明（：／）是朝鲜民主主义人民共和国与大韩民国于1972年7月4日缔结的共同声明，主要内容包括：不依靠外来势力和在没有外来势力干涉的情况下实现统一；统一应以和平的方法实现，不采取武力行动；作为同一民族应当超越意识形态和制度的差别，促成民族大团结；终止相互武装挑衅和诽谤中伤，制止意外的军事冲突；尽快展开南北红十字会会谈；架设汉城-平壤直通电话；成立南北协调委员会等:226-228:265:273-276:105。

## 过程
1972年5月2至5日，韩国中央情报部部长李厚洛秘密前往平壤和朝鲜劳动党总书记、内阁首相金日成会面，两人举行了两次会谈。1972年5月29日至6月1日，朝鲜内阁副首相朴成哲非正式访问汉城（今译首尔），与韩国总统朴正熙及李厚洛会面，为《南北共同声明》铺路。